# Amyris elemifera
Pour les articles homonymes, voir Bois chandelle.
Bois chandelle blanc
Espèce
Classification APG III (2009)
Amyris elemifera ou bois chandelle blanc (orthographié bwa chandèl blan en créole haïtien) est une espèce végétale arbustive américaine de la famille des agrumes (rutacées). Elle possède des noms vernaculaires variés dans son aire de répartition géographique :
- Common torchwood (Bois torche commun)[2] ;
- Sea torchwood (Bois torche de mer)[2] ;
- Smooth torchwood (Bois torche lisse)[2] ;
- Candlewood (Bois chandelle)[3] ;
- Sea amyris (Amyris de mer)[3] ;
- Tea (Thé)[3] ;
- Cuabilla[3].

Il est originaire de la Floride, des Caraïbes  et de certains pays d'Amérique centrale comme le Guatemala, le Belize, le Honduras et le Salvador. On le trouve également au nord de l'Amérique du Sud. Son nom spécifique elemifera  vient du néolatin elemi (à travers l'arabe Al lāmi) et signifie « qui produit de la résine ».

## Description
Le bois chandelle blanc a 4 à 12 mètres de hauteur. Son écorce, initialement lisse et grise, présente à maturité une surface rugueuse creusée de sillons. Le bois est à grain fin. L'espèce a un port à ramification verticale. Son pivot est faible, mais les racines latérales sont rigides et solides. Les rameaux jaune-gris deviennent gris avec l'âge. Le feuillage d'aspect pendant est parfumé. Les feuilles sont opposées ou sub-opposées. Un pétiole de 3 centimètres porte trois à cinq folioles ovales ou lancéolées. La drupe odorante et globuleuse est noire et contient une seule graine brune. Les minuscules fleurs blanches et parfumées ainsi que les fruits attirent la faune, notamment les oiseaux.

## Écologie
Le bois chandelle blanc supporte le plein soleil ou un léger ombrage. En Floride il pousse souvent en bordure des hammocks. Il tolère de nombreux types de sols, y compris rocheux ou sablonneux dans les régions côtières. De véritables forêts de « bois torches de mer » ont donné leur nom aux Torch Keys, trois îles de l'archipel des Keys en Floride. Il préfère les sols bien drainés mais tolère 750 à 2 000 mm de précipitations annuelles à Porto Rico. Après la germination, les jeunes pousses persistent dans le sous-bois jusqu'à ce que l'apparition d'une trouée permette leur croissance.
En Floride, le sea torchwood sert de nourriture à une espèce de papillons menacée, Schaus' Swallowtail (Papilio aristodemus ponceanus),.

## Usages
L'espèce a été utilisée pour fabriquer des clôtures, comme combustible et pour produire  du miel. Le bois a été particulièrement employé pour l'allumage en raison de sa facilité d'inflammabilité, même s'il est vert, d'où son nom vernaculaire. Parfumé, de texture fine, il est résistant aux termites, mais trop rare pour un usage commun en menuiserie. On en extrait la taxaline, un oxazole ayant une activité antibiotique naturelle  contre les mycobactéries.